# Canal Nou Dos
Canal Nou Dos, valenciano para "Canal Nove Dois") foi o segundo canal de televisão da entidade pública Radiotelevisió Valenciana (RTVV), depois do Canal Nou. A sua oferta televisiva conta com os espaços infantis "Babaclub" e "Sambòrik", documentários, programas culturais ("Encontres"), desportivos ("Minut a Minut") e outros programas que pretendem a divulgação da cultura e tradições valencianas. Ao contrário do que acontece com Canal Nou, que transmite em castelhano e valenciano, Canal Nou Dos transmite apenas em valenciano.

## História
O canal nasceu no dia 9 de Outubro de 1997 com o nome de Notícies 9, um canal dedicado aos programas informativos de produção própria da RTVV. Ao mudar o nome do canal para Punt 2, iniciou-se uma nova etapa com programas informativos, documentários e culturais, bem como programas desportivos ao fim de semana. No dia 9 de Outubro de 2005, o canal muda a sua imagem corporativa, assim como todo o grupo RTVV, estilizando-se e redesenhando-se o logótipo, dando mais importância ao número 2 e reduzindo o ponto que se encontra ao lado. No dia 6 de Setembro de 2010, o canal muda de nome para Canal Nou Dos.

## Programação
Enquanto que Canal Nou emite em castelhano e valenciano, o Canal Nou Dos transmite integramente em valenciano. Este canal está muito ligado à cultura valenciana, emitindo programas como "Cor de Festa" (programa semanal onde se podem ver reportagens sobre as festas de várias localidades, bem como entrevistas, etc.) e "Bandàlia" (onde se fazem reportagens sobre as bandas da Comunidade Valenciana). Para além disso, uma grande parte da programação do canal é dedicada às crianças com o programa Babaclub. Também se emitem aos Sábados os jogos das equipas valencianas de 2ª divisão da liga espanhola de futebol e aos Domingos a liga ACB de basquetebol.
Desde o dia 30 de Março de 2009, o Canal Nou Dos cedeu o seu espaço na televisão analógica ao sinal do canal de informação da televisão valenciana, Canal Nou 24 e passou a emitir exclusivamente pela TDT, no multiplex da RTVV, que tem uma cobertura que alcança 96% da Comunidade Valenciana . Além disso, os espaços informativos que se encontravam neste canal (24.2 Notícies) foram trespassados ao novo canal, Canal Nou 24.

## Símbolos

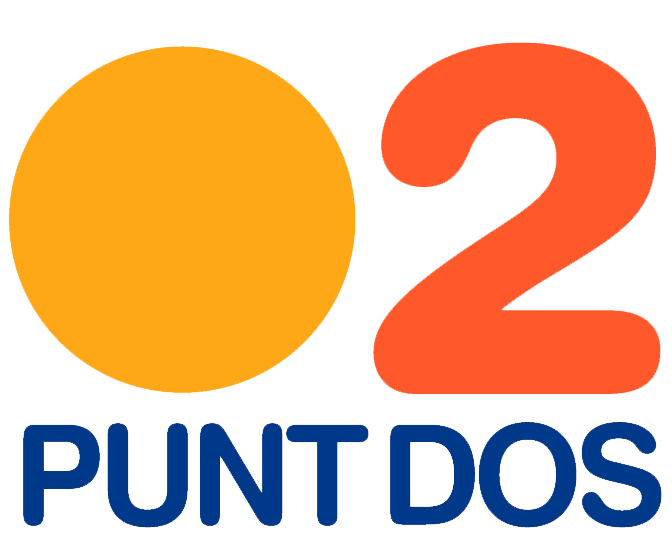
Símbolo usado desde 1997 até 2005.
Símbolo usado desde 2005 até 2010.